# كأس السوبر الإفريقي 1998
كأس السوبر الإفريقي 1998 هي النسخة الخامسة من البطولة وتوج بها النجم الرياضي الساحلي بطل كأس الكؤوس الإفريقية 1997 على نادي الرجاء الرياضي بطل دوري أبطال إفريقيا 1997.

## الفرق
| الفريق                | المنطقة      | الوصول                        | وصول سابق (الخط الغليظ يشير إلى بطل تلك النسخة) |
| --------------------- | ------------ | ----------------------------- | ----------------------------------------------- |
| نادي الرجاء الرياضي   | شمال إفريقيا | بطل دوري أبطال إفريقيا 1997   | 0                                               |
| النجم الرياضي الساحلي | شمال إفريقيا | بطل كأس الكؤوس الإفريقية 1997 | 0                                               |

## النتيجة النهائية
| نادي الرجاء الرياضي | 2–2 | النجم الرياضي الساحلي |
| ------------------- | --- | --------------------- |
|                     |     |                       |
| ركلات الترجيح       |     |                       |
|                     | 2–4 |                       |

## الفائز بالبطولة
| النجم الرياضي الساحلي |
| اللقب الأول           |